# Vampire Vixens
Pour les articles homonymes, voir Vampire (homonymie) et Vixen.
Pour plus de détails, voir Fiche technique et Distribution.
Vampire Vixens est un film américain érotico-horreur réalisé par John Bacchus et sorti en 2003.

## Synopsis
Il s'agit d'un film sur l'éveil de la fille de Dracula (Tina Krause).
Dracoola est son nom et elle ne désire que des jeux lesbiens pour arriver à ses fins.

## Fiche technique
- Titre : Vampire Vixens
- Réalisateur : John Bacchus
- Scénario : John Bacchus
- Format : Couleurs
- Durée : 78 minutes
- Pays :  États-Unis
- Date de sortie : 20 mai 2003  États-Unis

## Distribution
- Tina Krause : Dracoola
- A. J. Khan : Diane Shelton
- John Paul Fedele : Wally Van Helsing
- Darian Caine : Dottie
- Misty Mundae : Sherry
- Elizabeth Hitchcock : Sandy
- John bacchus
- Michael R. Thomas
- Jonathan Doe
- Bob MacKay
- Katie Jordan